# Peter Maivia
Fanene Leifi Pita Maivia (Samoa; 6 de abril de 1927 - Hawái; 13 de junio de 1982) fue un luchador profesional samoano más conocido como "High Chief" (Gran Jefe) Peter Maivia. Fue el líder de la más famosa familia de luchadores samoanos; siendo suegro del luchador de WWF ; "Rocky" Johnson y también fue el promotor de la National Wrestling Alliance en el territorio de Hawái.

## Vida personal
Maivia tenía tatuajes tribales, que cubrían su abdomen y piernas. Significaban como un símbolo por su condición de jefe superior de la familia. Superstar Billy Graham, dijo que los tatuajes se demoraron 3 días en completarse y The Rock dijo que simplemente fueron hechos con un pequeño martillo, una aguja y tinta.
Maivia había rechazado la relación de su hija con Rocky Johnson, no por nada personal contra Jonhson la causa fue por el hecho de que Johnson no era samoano, aunque igual se casaron a pesar de las objeciones.
En 1981, Maivia fue diagnosticado de cáncer. Murió el 13 de junio de 1982 a la edad de 45 años.
En 2008 su esposa, Lia Maivia, fallece a la edad de 77 años.

## Carrera
Comenzó su carrera en la década de 1960, en Nueva Zelanda y posteriormente en Londres. Fue entrenado por Steve Rickard. Luchó en todo el Pacífico Sur y Hawái antes de llegar territorio continental de Estados Unidos. En la Costa oeste, ganó diversos campeonatos en parejas de NWA junto con Billy White Wolfe, Pat Patterson y Ray Stevens. Maivia también luchó un tiempo en el territorio de Texas.
Maivia debutó en World Wide Wrestling Federation en 1977. Luchó contra Superstar Billy Graham por el título de peso pesado de dicha marca. En el año siguiente, Maivia, se unió con Bob Backlund. En 1978, Maivia se convierte en Heel luego de traicionar a Backlund en una pelea frente a Víctor Rivera y Spiron Arion. Bob Backlund se convirtió en campeón derrotando a superstar Billy Graham el 20 de febrero de 1978, pero Peter Maivia nunca pudo coronarse campeón.
Luego de salir de WWWF, Maivia nuevamente vuelve a luchar en California y Hawái, al mismo tiempo entrena a Afa Anoa'i y a Rocky Johnson.
En 1979, Maivia Compra el territorio de National Wrestling Alliance en Hawái que le pertenecía al promotor Ed Francis, padre de la estrella de NFl Russ Francis.
El 25 de febrero de 2008, Peter Maivia es inducido por su nieto Dwayne "The Rock" Johnson al Salón de la Fama de WWE (World Wrestling Entertainment).

## Cine
Peter Maivia participó en varias películas, pero sin duda la más famosa fue la de James Bond en 1967: You Only Live Twice.

## En lucha
- Movimientos finales
  - Stump Puller (Boston crab)
- Movimientos de firma
  - Samoan Drop
- Managers
  - Freddie Blassie
- Luchadores entrenados
  - Afa Anoa'i
  - Rocky Johnson
  - Superstar Billy Graham
  - Peter Maivia, Jr.

## Campeonatos y logros
- NWA All-Star Pro Wrestling
  - NWA Australasian Heavyweight Championship (2 veces)
  - NWA New Zealand Heavyweight Championship (1 vez)
- NWA Big Time Wrestling
  - NWA Texas Heavyweight Championship (1 vez)
- NWA Hollywood Wrestling
  - NWA Americas Heavyweight Championship (1 vez)
- NWA Mid-Pacific Promotions
  - NWA Hawaii Heavyweight Championship (1 vez)
  - NWA Hawaii Tag Team Championship (4 veces) - junto con Jim Hady (1), Billy White Wolf (1), Sam Steamboat (2)
- NWA New Zealand
  - NWA New Zealand British Empire Commonwealth Heavyweight Championship (2 veces)
- NWA San Francisco
  - NWA United States Heavyweight Championship (Version San Francisco) (2 veces)
  - NWA World Tag Team Championship (Version San Francisco) (1 vez) - con Ray Stevens
- World Wrestling Entertainment
  - WWE Hall of Fame (2008)
- Pro Wrestling Illustrated
  - Situado en el N°268 de los 500 mejores luchadores individuales de los PWI del año 2003

## Familia
Maivia fue el jefe de la dinastìa samoana, en la cual está su hijo Peter Maivia, Jr. su yerno Rocky Johnson, y sus nietos Dwayne "The Rock" Johnson y Lina Fanene (Nia Jax). Pero de parte de su hermano de sangre y sacerdote de la dinastìa, Amituana Anoa'i, hay más descendencias relacionadas: los Anoa'i (The Wild Samoans -Afa y Sika Anoa'i-, sus sobrinos Rodney -Yokozuna- y Sean Maluta, y sus hijos Matt -Rosey- y Joe -Roman Reigns-) y los Fatu (Eddie -Umaga-, Sam -Samoan Savage y Tonga Kid-, Solofa -Rikishi- y los hijos de este último, The Usos y Solo Sikoa).

## Legado
Para la película de animación de Disney de 2016, Moana, el diseño del personaje de Maui se basó en fotografías de Peter Maivia, según entrevistas con su nieto, Dwayne "The Rock" Johnson, quien pone voz a Maui en la película.